# Los Arroyos, Puebla
Los Arroyos är en ort i Mexiko.   Den ligger i kommunen Xicotepec och delstaten Puebla, i den sydöstra delen av landet, 160 km nordost om huvudstaden Mexico City. Los Arroyos ligger 386 meter över havet och antalet invånare är 124.
Terrängen runt Los Arroyos är huvudsakligen kuperad, men västerut är den bergig. Los Arroyos ligger nere i en dal. Runt Los Arroyos är det ganska tätbefolkat, med 149 invånare per kvadratkilometer. Närmaste större samhälle är Xicotepec de Juárez, 7,9 km väster om Los Arroyos. I omgivningarna runt Los Arroyos växer i huvudsak städsegrön lövskog.